# 北投区

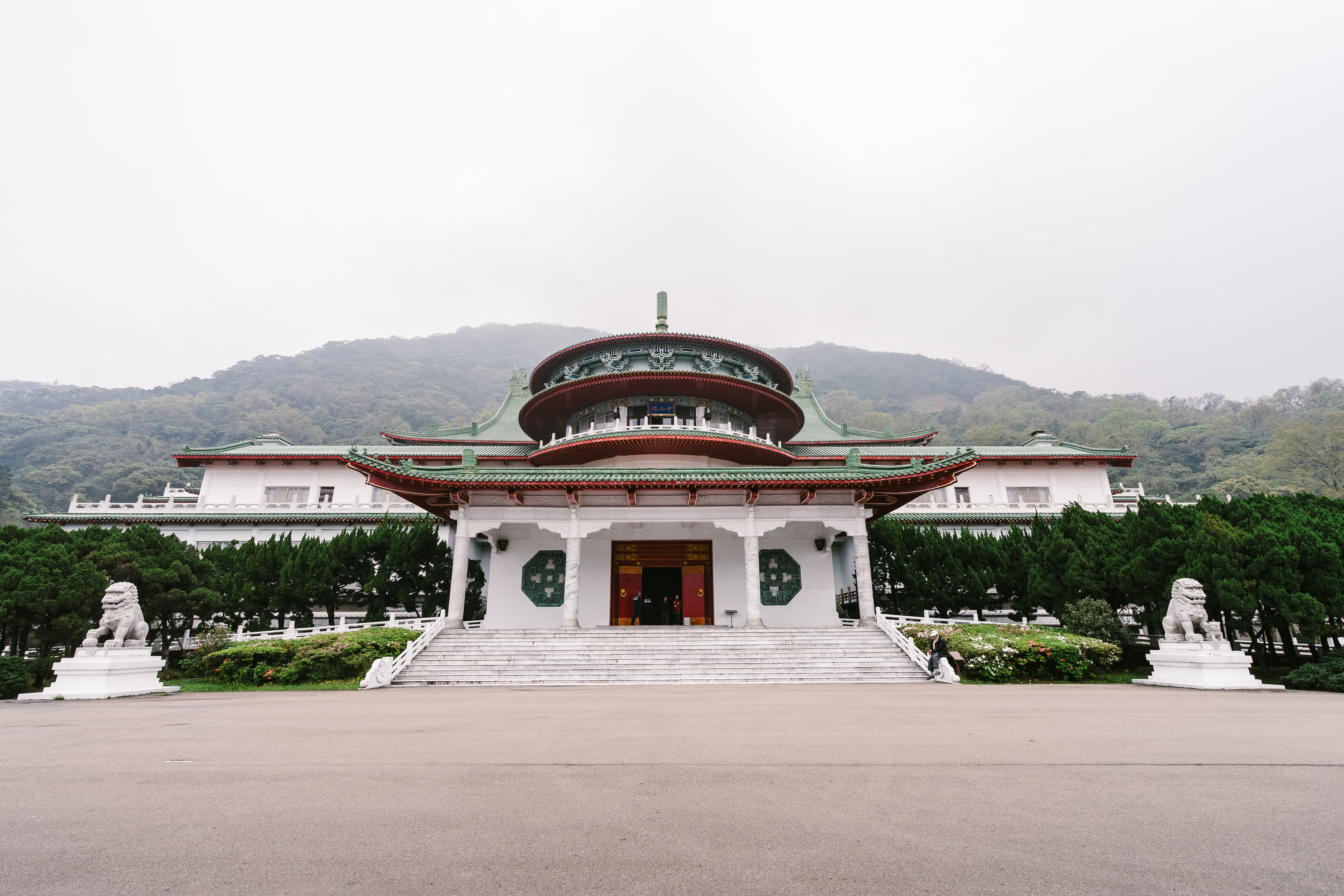
陽明山中山楼（国民大会議場）

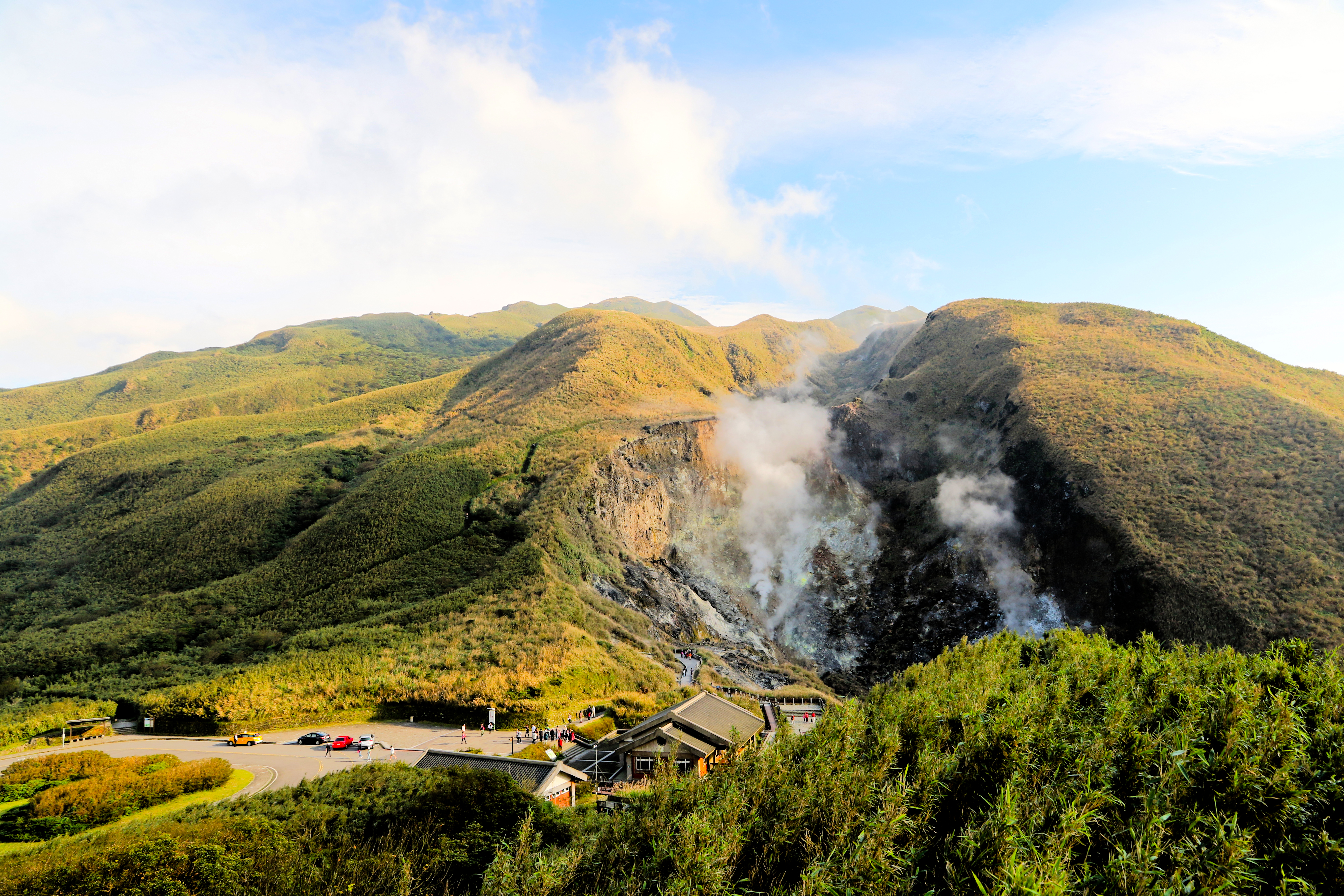
七星山北西麓の小油坑噴気孔

北投区（ベイトウ/ほくとう-く）は、台北市の市轄区の一つ。区内には北投温泉や陽明山などの観光地が位置している。

## 地理
北投区は台北市の最北端に位置する。東は磺渓と接し、南は基隆河を挟み士林区と接す。西は新北市の淡水区に接し、北は大屯山や七星山を挟んで新北市三芝区や金山区と接する。

## 歴史
「北投」はかつて平埔族バサイ族（ケタガラン族の一支族）集落「パッタオ社」があったところで、パッタオとはバサイ語で巫女の意味を持っていた。台北地区でもっとも開発が早く始まった所でもある。台湾語音により「北投（Pak-tâu）」と宛てられた。
1626年-1662年、平埔族とスペイン人、オランダ人との間で硫黄貿易が行われていた。1697年、郁永河が北投で硫黄を採掘した際の旅行記『裨海記遊』（現存する最も古い台湾旅行記）を記述。
鄭成功親子が台湾を統治する前まではこの地に漢人が住むことはなかったが、乾隆帝の初期に先住民より土地を購入し開墾された。光緒元年に台北府が置かれ、北投地区は淡水区に所属した。日本統治時代の頃は台北州七星郡北投庄と呼ばれた。戦後は北投鎮として七星区に所属した。1947年に七星区が淡水区に編入され、1968年7月1日に台北市へ改編され、北投の地方行政は台北市政府の直轄となった。

### 年表
その他北投に関連する歴史的出来事
- 1894年：ドイツ人商人オウリーが温泉を発見
- 1896年：大阪商人平田源吾（中国語版）が北投で最初の温泉旅館を開業
- 1897年：大稲埕-北投間の道路開通
- 1901年：北淡線開通、北投駅供用
- 1905年：日本人学者岡本要八郎が「北投石」を発見
- 1916年：北投駅から新北投駅までの支線が開通
- 1968年：北投鎮は北投区として台北市の直轄区となる
- 1985年：陽明山国家公園設立

## 下部行政区域
| 地区   | 里                                                                                     |
| ------ | -------------------------------------------------------------------------------------- |
| 関渡   | 八仙里、豊年里、稲香里、桃源里、一徳里、関渡里                                         |
| 陽明山 | 泉源里、湖山里、湖田里                                                                 |
| 旧北投 | 奇岩里、清江里、中央里、大同里                                                         |
| 新北投 | 長安里、温泉里、林泉里、中心里                                                         |
| 石牌   | 建民里、文林里、石牌里、福興里、栄光里、栄華里、裕民里、振華里、永欣里、永和里、洲美里 |
| 唭哩岸 | 永明里、東華里、吉利里、吉慶里、尊賢里、立賢里、立農里                                 |
| 大屯   | 中庸里、開明里、中和里、大屯里、智仁里、秀山里、文化里                                 |

## 教育

### 大学
- 国立陽明交通大学
- 国立台北芸術大学（北芸大）
- 台北城市科技大学（北城大）
- 国立台北護理健康大学（北護）

### 専科学校
- 私立馬偕医護管理専科学校

### 高級専業学校
- 私立志仁高級家商職業学校
- 私立惇敘高級工商職業学校

### 高級中学
- 台北市立復興高級中学
- 台北市立中正高級中学
- 私立薇閣高級中学
- 私立十信高級中学

### 国民中学
- 台北市立北投国民中学
- 台北市立新民国民中学
- 台北市立明徳国民中学
- 台北市立桃源国民中学
- 台北市立石牌国民中学
- 台北市立関渡国民中学
- 私立薇閣高級中学
- 私立奎山国民中学

### 国民小学
| - 台北市立関渡国民小学 - 台北市立北投国民小学 - 台北市立逸仙国民小学 - 台北市立石牌国民小学 - 台北市立湖田国民小学 - 台北市立清江国民小学 | - 台北市立泉源国民小学 - 台北市立大屯国民小学 - 台北市立湖山国民小学 - 台北市立桃源国民小学 - 台北市立文林国民小学 - 台北市立義方国民小学 | - 台北市立立農国民小学 - 台北市立明徳国民小学 - 台北市立洲美国民小学 - 台北市立文化国民小学 - 私立薇閣小学 - 私立奎山国民中学附属小学 |

## 交通

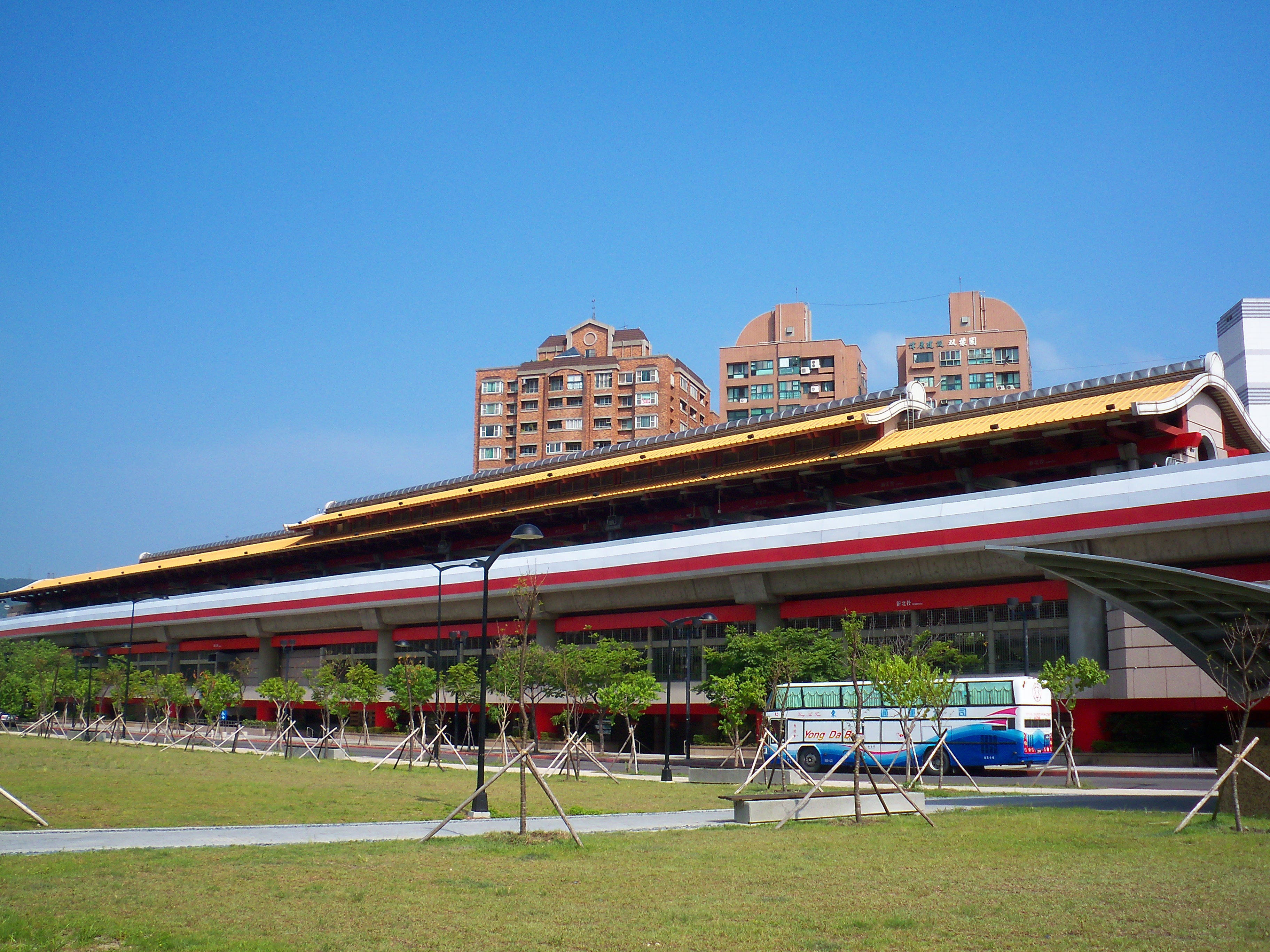
七星公園から望む新北投駅

- 台北捷運

| 種別 | 路線名称   | その他                                                      |
| ---- | ---------- | ----------------------------------------------------------- |
| 捷運 | 淡水線     | 関渡駅 忠義駅 復興崗駅 北投駅 奇岩駅 唭哩岸駅 石牌駅 明徳駅 |
| 捷運 | 新北投支線 | 新北投駅 北投駅                                             |

## 観光地

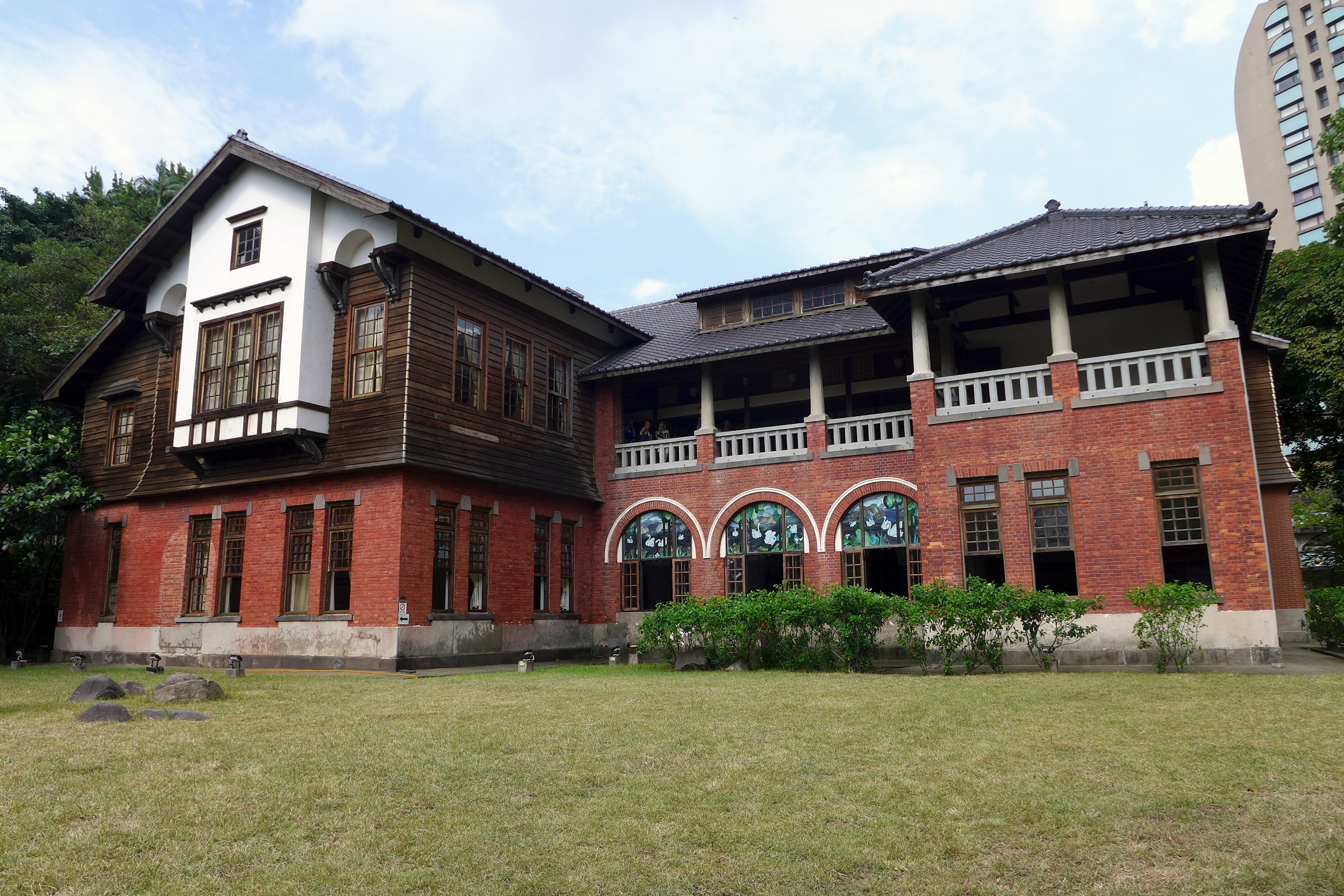
北投温泉博物館（旧北投温泉浴場）

- 北投温泉博物館
- 地熱谷（英語版）
- 陽明山国家公園
- 周氏節孝坊（中国語版）
- 北投普済寺
- 新北投善光寺（中国語版）
- 北投台湾銀行旧宿舎（中国語版）
- 吟松閣（中国語版）
- 關渡自然公園（中国語版）
- 草山公共浴場（中国語版）（現草山教師研習中心）